# Lymanopoda gortyna
Lymanopoda gortyna är en fjärilsart som beskrevs av Gustav Weymer 1890. Lymanopoda gortyna ingår i släktet Lymanopoda och familjen praktfjärilar. Inga underarter finns listade i Catalogue of Life.